# 장시 루산 FC
장시 루산 FC(중국어: 江西庐山, 병음: Jiāngxi Liánshèng)은 현재 중국 축구 협회 (CFA)의 허가를 받아 중국 을급리그에 참가하고 있는 중국의 프로 축구단이다. 이 구단은 장시성 주장시에 있으며, 구단의 새로운 홈 경기장은  31,000명을 수용할 수 있는 장시경기장이다.

## 선수 명단

### 현역
참고: FIFA 자격 규정에 따라 소속된 국가대표팀 국기를 표시합니다. 선수는 복수의 FIFA 비회원국 국적을 가지고 있을 수 있습니다.
| 번호 | 포지션 | 국적   | 이름          |
| ---- | ------ | ------ | ------------- |
| 10   | MF     |        | 윌리          |
| 11   | FW     | 레소토 | 타비소 브라운 |

| 번호 | 포지션 | 국적 | 이름 |
| ---- | ------ | ---- | ---- |